# Junta de Castilla y León
La Junta de Castilla y León es el órgano de gobierno y administración de la comunidad autónoma española de Castilla y León y ejerce la función ejecutiva y la potestad reglamentaria. Está compuesta por el presidente, los vicepresidentes y los consejeros. La función de la Junta es la de ejercer el gobierno y la administración de la autonomía.

## El presidente y la sede
El presidente de la Junta es la máxima representación de la Comunidad, dirige las acciones de la Junta de Castilla y León y coordina a sus miembros. La sede de la presidencia se encuentra en el Colegio de la Asunción de Valladolid, cuyos planos del proyecto original fechados en 1902 corresponden a Santiago Guadilla y la rehabilitación total del interior del edificio fue realizada por el arquitecto  Adolfo Morán  en 1988
Es elegido por las Cortes de Castilla y León, puede ser destituido por estas si pierde el apoyo de más de la mitad de los Procuradores, y tiene la capacidad de nombrar y destituir a los Consejeros. Su mandato ordinario es de 4 años, pudiendo ser reelegido sin límite de mandatos.

### Preautonomía
En la etapa preautonómica, el Consejo General de Castilla y León (1978-1983) estuvo presidido por Juan Manuel Reol Tejada (UCD) durante el período 1978-1980 y por José Manuel García-Verdugo Candón (UCD) durante el período 1981-1983. La sede del Consejo General de Castilla y León fue el Palacio de la Isla de Burgos.

## Vicepresidentes y consejeros
El presidente podrá nombrar y separar libremente uno o más vicepresidentes. Al frente de cada consejería hay un consejero, que es nombrado y separado libremente por el presidente, y cada una se subdivide en direcciones generales que coordinan y dirigen los servicios administrativos. Algunas consejerías incluyen en su estructura la figura de uno o varios viceconsejeros. Además cada consejería tiene un secretario general, varias direcciones generales e incluso diversos organismos autónomos y empresas públicas. 
En el Decreto 2/2019, de 16 de julio, del presidente de la Junta de Castilla y León, de reestructuración de consejerías se recoge la actual estructura orgánica básica de la Junta de Castilla y León.

## Composición
Estos son los departamentos de la Junta de Castilla y León en el periodo 2022-2026.
| Partido Político                                                   |               | Partido Popular                       |
| Partido Político                                                   | Independiente |                                       |
| Cargo                                                              | Nombre        | Nombre                                |
| Presidente de la Junta de Castilla y León                          |               | Alfonso Fernández Mañueco             |
| Vicepresidente.                                                    |               | Isabel Blanco Llamas                  |
| Consejero de la Presidencia.                                       |               | Luis Miguel González Gago             |
| Consejero de Economía y Hacienda Portavoz.                         |               | Carlos Javier Fernández Carriedo      |
| Consejero de Industria, Comercio y Empleo.                         |               | Leticia García Sánchez                |
| Consejero de Medio Ambiente, Vivienda y Ordenación del Territorio. |               | Juan Carlos Suárez-Quiñones Fernández |
| Consejera de Movilidad y Transformación Digital.                   |               | José Luis Sanz Merino                 |
| Consejero de Agricultura, Ganadería y Desarrollo Rural.            |               | María González Corral                 |
| Consejero de Sanidad.                                              |               | Alejandro Vázquez Ramos               |
| Consejera de Familia e Igualdad de Oportunidades.                  |               | Isabel Blanco Llamas                  |
| Consejera de Educación.                                            |               | Rocío Lucas Navas                     |
| Consejero de Cultura, Turismo y Deporte.                           |               | Gonzalo Santonja                      |